# NK Dubrave
NK Dubrave su bosanskohercegovački nogometni klub iz Dubrava kod Brčkog.

## Povijest
Klub je osnovan 1964. kao Omladinac, da bi nakon deset godina promijenio ime u NK Dubrave. Najveći uspjesi Dubrava su: osvajanje Grupne lige (u sezoni 1969./70.) i Posavsko-podmajevičke lige (1987./88.), natjecanje u Podsaveznoj ligi Brčko, te osvajane kupa Zadrugara 1985. godine. U sezoni 1995./96. igrali su Općinsku nogometnu ligu Ravne-Brčko. U sezoni 2013./14 ovojili su prvo mjesto u 2. županijskoj ligi PŽ.
Trenutačno se natječe u 1. županijskoj ligi PŽ.

## Vanjske poveznice
- Stranice NK Dubrave  Arhivirana inačica izvorne stranice od 28. ožujka 2010. (Wayback Machine)